# كيمزيه
بَلدَة كِيمزِيه (بالأَلمانِيَّة: Gemeinde Chiemsee) هي بَلدَة أَلمانِيَّة في مِنطَقَة مِنطَقَة رُوزِنّهَآيمٌّ التَّابِعة لِمُحافظة باڤارِيا العُليَا في وِلاَية باڤارِيا في جُمهُوريَّة أَلمَانيَا الاِتّحاديّة بمِساحة تُقَدَّر بحَوالَي 3 كم².

## وُصلات خارجيّة
- الصّفحة الرّسميّة لِبَلدَة كِيمزِيه (باللُّغَةُ الألمانِيّة).

## مَراجع
1. ↑  GeoNames (بالإنجليزية), 2005, QID:Q830106
2. ↑  GeoNames (بالإنجليزية), 2005, QID:Q830106